# Stenomiaenia longelineata
Stenomiaenia longelineata är en skalbaggsart som beskrevs av Stefan von Breuning 1960. Stenomiaenia longelineata ingår i släktet Stenomiaenia och familjen långhorningar.
Artens utbredningsområde är Filippinerna. Inga underarter finns listade i Catalogue of Life.